# Jimmy Bryan
 Jimmy Bryan  és un pilot estatunidenc de curses automobilístiques nascut el 28 de gener del 1926 a Phoenix, Arizona.
Jimmy Bryan va córrer a la Champ Car a les temporades 1952-1960 incloent-hi la cursa de les 500 milles d'Indianapolis dels tots aquests anys. Va guanyar la prova de l'any 1958.
Bryan va morir el 19 de juny del 1960 a Langhorne, Pennsilvània en un accident disputant la cursa.

## Resultats a la Indy 500
| Any    | Cotxe  | Sortida | Vel. mitja | Ranking | Final  | Voltes | V. Líder | Retirat               |
| ------ | ------ | ------- | ---------- | ------- | ------ | ------ | -------- | --------------------- |
| 1952   | 77     | 21      | 134.142    | 27      | 6      | 200    | 0        | Va acabar             |
| 1953   | 8      | 31      | 135.506    | 29      | 14     | 183    | 0        | a 17 voltes           |
| 1954   | 9      | 3       | 139.665    | 4       | 2      | 200    | 46       | Va acabar             |
| 1955   | 1      | 11      | 140.160    | 7       | 24     | 90     | 31       | Bomba del combustible |
| 1956   | 2      | 19      | 143.741    | 9       | 19     | 185    | 0        | + 15 Voltes           |
| 1957   | 1      | 15      | 141.188    | 17      | 3      | 200    | 0        | Va acabar             |
| 1958   | 1      | 7       | 144.185    | 8       | 1      | 200    | 139      | GUANYADOR             |
| 1959   | 6      | 20      | 142.118    | 24      | 33     | 1      | 0        | Embragatge            |
| 1960   | 10     | 10      | 144.532    | 13      | 19     | 152    | 0        | Bomba del combustible |
| Totals | Totals | Totals  | Totals     | Totals  | Totals | 1411   | 216      |                       |

| Sortides     | 9   |
| Poles        | 0   |
| Voltes líder | 216 |
| Victòries    | 1   |
| Top 5        | 3   |
| Top 10       | 4   |
| Retirat      | 3   |

## A la F1
El Gran Premi d'Indianapolis 500 va formar part del calendari del campionat del món de la Fórmula 1 entre les temporades 1950 a la 1960.
Els pilots que competien a la Indy durant aquests anys també eren comptabilitzats pel campionat de la F1.
Jimmy Bryan va participar en 9 curses de F1, debutant al Gran Premi d'Indianapolis 500 del 1950. Va aconseguir la victòria al Gran Premi d'Indianapolis 500 del 1958.

### Palmarès a la F1
- Participacions: 9
- Poles: 0
- Voltes Ràpides: 0
- Victòries: 1
- Podiums: 3
- Punts vàlids per la F1: 18